# Quercus phanera
Quercus phanera és una espècie de roure que pertany a la família de les fagàcies i està dins del subgènere Cyclobalanopsis, del gènere Quercus.

## Descripció
Quercus phanera és un arbre de fins a 25 metres d'alçada. Les branques són tomentoses i glabrescents de color marró grisenc. Té un pecíol 1-1,8 cm; el limbe de la fulla és de color verd brillant, oblong-el·líptic a una mica obovat, 5-15 × 2-6 cm, espessament coriàcia, glabre, de base cuneada i obliqua, marge apical 1/2 serrat, àpex amb una punta curta i roma; nervi central abaixalment prominent però adaxialment pla; nervis secundaris 7-10 a cada costat del nervi central; nervis terciaris abaixalment prims, evidents. Les inflorescències femenines d'uns 5 mm, cúpules normalment 1. Les infructescències d'1 cm; raquis gruixuts, lenticel·lats. La cúpula és amb forma de bol, 1-1,5 × 1,8-2,5 cm, que tanca aproximadament 1/4 de la gla, a l'exterior, de color marronós gris vellutinós, a l'interior tomentosa marró, paret de 2-3 mm de gruix; bràctees en 8-12 anells, bràctees en 8-12 anells, de mitjana 4 o 5 més amples i un marge profundament dentat, amb 3 apicals més estrets. Les glans són cilíndriques a el·lipsoides, 3-4 × 2-2,5 cm, velloses, tenen cicatrius de 8-10 mm de diàmetre, lleugerament convexes, l'estils és persistent, d'uns 3 mm de diàmetre, base anellada. Les glans fructifiquen entre desembre i gener.

## Distribució i hàbitat
Quercus phanera creix a les províncies xineses de Guangxi i Hainan, als boscos muntanyencs mesofítics mixtos entre els 900 i 2000 m.

## Taxonomia
Quercus phanera va ser descrita per Chun i publicat a Journal of the Arnold Arboretum 28(2): 242–243. 1947.
Etimologia
Quercus: nom genèric del llatí que designava igualment al roure i a l'alzina.
phanera: epítet